# Daddala berioi
Daddala berioi är en fjärilsart som beskrevs av Kobes 1985. Daddala berioi ingår i släktet Daddala och familjen nattflyn. Inga underarter finns listade i Catalogue of Life.